# 藤原維幾
藤原 維幾（ふじはらの これちよ）は、平安時代中期の貴族・武将。
藤原南家乙麻呂流、藤原清夏の子。藤原高扶の孫。官位は常陸介、従五位。

## 平将門の乱時の常陸介
平将門の乱の時、常陸国の住人である藤原玄明が租税を納めず、乱暴を働き、官物を盗んだとして維幾と対立し、玄明に追捕令を出した。その後、玄明は妻子を連れて平将門の元へ逃げ、匿われた。そこで維幾は将門に玄明の受け渡しを要求したが将門はこれを拒否した。そうして天慶2年（939年）11月、維幾と将門は戦いとなり、維幾の兵は将門の兵より数では優っていたが、敗北し国府に逃げ帰った。そして勢いに乗った将門は国府を包囲し、これに勝機なしとみた維幾は降伏し、国府の印璽を差し出した。

## 維幾の敗北の意味
敗北した維幾は国府の印璽を差し出したが、印璽とは朝廷の権限を象徴するものである。したがってこれは将門が国司から常陸を奪ったことと同義といえる。そしてここから将門の戦いが私闘から反乱へと変わっていった。